# Lloyd Pye
Lloyd Anthony Pye Jr. (ngày 7 tháng 9 năm 1946 – ngày 9 tháng 12 năm 2013) là một tác giả và nhà nghiên cứu siêu linh người Mỹ nổi tiếng với việc quảng bá hộp sọ Starchild. Ông tuyên bố đó là di tích của một giống loài lai giữa con người với người ngoài hành tinh, mặc dù xét nghiệm di truyền cho thấy nó là từ một con người. Ông cũng thúc đẩy các ý tưởng rằng các sinh vật bí ẩn như Bigfoot là có thật và người ngoài hành tinh đã can thiệp vào quá trình phát triển của nhân loại.

## Sáng tác
Cuốn sách đầu tiên của Pye mang tên That Prosser Kid (1977), một câu chuyện hư cấu về bóng đá đại học, được cho là đã đạt được "sự công nhận đáng kể" của Từ điển bách khoa Văn học Mỹ Liên tục, và được The Boston Globe gọi là "sống động nhưng không độc đáo". Nó đã nhận được những đánh giá tiêu cực trong tạp chí The New York Times Book Review và tờ Los Angeles Times. Cuốn sách năm 1988 của ông có nhan đề Mismatch được Deseret News gọi là "tiểu thuyết thuộc vào danh sách phải đọc của bạn".
Pye cũng diễn thuyết và xuất hiện trên truyền hình để hỗ trợ các ý tưởng của mình trên các kênh The Learning Channel, National Geographic Channel, Extra, Animal Planet và Richard & Judy ở Vương quốc Anh. Pye tuyên bố ông tin rằng Bigfoot thực sự tồn tại, cũng tương tự như loài sinh vật bí ẩn Mông Cổ gọi là Almas.
Vào những năm 1980, Pye còn làm biên kịch cho các chương trình truyền hình, bao gồm Scarecrow and Mrs. King và Magnum, P.I..

## Hộp sọ Starchild
Vào cuối những năm 1990, Pye có được hộp sọ có hình dáng kỳ lạ từ một cặp vợ chồng ở El Paso, Texas mà anh tin là con lai người ngoài hành tinh. Các xét nghiệm DNA cho thấy hộp sọ này là của nam giới. Nhà thần kinh học lâm sàng người Mỹ Steven Novella đã nói rằng hộp sọ thuộc về một đứa trẻ bị não úng thủy.
Năm 2009, Pye đã lấy một bản sao của hộp sọ trong một chuyến tham quan diễn thuyết ở châu Âu, bao gồm lần xuất hiện tại triển lãm Leeds Exopolitics Expo.

## Đời tư
Pye chào đời tại Houma, Louisiana, cha là Lloyd A. Pye Sr., một chuyên viên đo thị lực (k.1922–2007), và mẹ là Nina Jo Pye (nhũ danh Boyles); Lloyd Pye có hai anh trai và một chị gái. Ông giành được học bổng bóng đá cho Đại học Tulane ở New Orleans trong vị trí trung vệ/Punter (cầu thủ đá mạnh bóng đi) từ năm 1964–1968. Ông là cầu thủ punter hàng đầu của đội bóng Tulane Green Wave năm 1967–1968. Ông tốt nghiệp năm 1968 với bằng Cử nhân trong ngành tâm lý học và gia nhập Lục quân Mỹ với tư cách là một chuyên gia tình báo quân sự. Về sau, ông chuyển sang sống ở Pensacola, Florida.

## Cái chết
Năm 2013, Pye được chẩn đoán mắc bệnh ung thư hạch bạch huyết và đành tạm dừng việc nghiên cứu tích cực và đề xướng hộp sọ Starchild. Lloyd Pye qua đời ngày 9 tháng 12 năm 2013 tại nhà riêng ở Destin, Florida.

## Ấn phẩm
- That Prosser Kid (tiểu thuyết, Arbor House, 1977, ISBN 0877951659) về một cầu thủ bóng đá đại học áo đỏ,[10] tái bản dưới tên gọi A Darker Shade of Red (2007, Bell Lap Books)[23]
- Mismatch, (tiểu thuyết, Dell, 1988), về hack máy tính và chiến tranh.[24] ISBN 9780595126149
- Everything You Know is Wrong – Book One: Human Evolution (Adamu, 1998) ISBN 9780966013412
- The Starchild Skull: Genetic Enigma or Human-Alien Hybrid? (Bell Lap Books, 2007) ISBN 0979388147
- Starchild Skull Essentials (ebook, 2011)
- Intervention Theory Essentials (ebook, 2011)

## Liên kết ngoai
- Website chính thức
- Bibliography of Pye, Lloyd, isbndb.com
- Phỏng vấn với Lloyd Pye về hộp sọ Starchild